# Reacție intramoleculară
Reacțiile intramoleculare sunt reacții chimice care au loc în cadrul unei singure molecule, mai exact procese care au loc între cel puțin doi atomi din aceeași moleculă. Un exemplu de proces intramolecular este transferul de ion hidrură. Un exemplu de reacție organică intramoleculară este reacția de condensare Dieckmann: